# Kako je Gru ukrao mjesec (franšiza)
Kako je Gru ukrao mjesec (eng. Despicable Me) je računalno animirana medijska franšiza usredotočena na Grua, reformiranog superzlikovca (koji kasnije postaje otac, suprug i tajni agent) i njegove žuto obojene Minione. Producira ga Illumination, a distribuira njegova matična tvrtka Universal Pictures.
Franšiza je započela s istoimenim filmom iz 2010. godine, nakon čega su uslijedila dva nastavka, Gru na super tajnom zadatku (2013.) i Kako je Gru postao dobar (2017.), s budućim nastavkom, Gru i Malci: Neustrašivi špijuni, koji se očekuje 2024. godine; i dvama dodatnim prethodnicima, Malci (2015.) i Malci 2: Kako je Gru postao Gru (2022.). Franšiza također uključuje mnoge kratke filmove, televizijski specijal, nekoliko video igrica i atrakciju u tematskom parku. To je franšiza animiranog filma s najvećom zaradom i 15. filmska franšiza s najvećom zaradom svih vremena, zaradivši preko 4,4 milijarde dolara na globalnoj razini.

## Filmovi
- Kako je Gru ukrao mjesec (2010.)
- Gru na super tajnom zadatku (2013.)
- Malci (2015.)
- Kako je Gru postao dobar (2017.)
- Malci 2: Kako je Gru postao Gru (2022.)
- Gru i Malci: Neustrašivi špijuni (2024.)

## Vanjske poveznice
- Službena stranica